# Leptotyphlops weyrauchi
Leptotyphlops weyrauchi är en kräldjursart som beskrevs av  Orejas-miranda 1964. Leptotyphlops weyrauchi ingår i släktet Leptotyphlops och familjen Leptotyphlopidae. Inga underarter finns listade i Catalogue of Life.